# در آغوش یار
در آغوش یار (به هندی: Saajan Ki Baahon Mein) فیلمی محصول سال ۱۹۹۵ و به کارگردانی جی پراکاش است. در این فیلم بازیگرانی همچون ریشی کاپور، سومیت سایگال، راوینا تاندون، تابو، پریم چوپرا، دون ورما، لاکسیمیکانت برد، پران و سعید جعفری ایفای نقش کرده‌اند.